# Geishouse
Geishouse település Franciaországban, Haut-Rhin megyében. Lakosainak száma 429 fő (2022. január 1.). Geishouse Lautenbachzell, Saint-Amarin, Moosch, Willer-sur-Thur, Goldbach-Altenbach és Soultz-Haut-Rhin községekkel határos.

## Népesség
A település népességének változása:
| Lakosok száma | 470  | 454  | 456  | 441  | 440  | 439  | 438  | 432  | 429  |
|               | 2013 | 2015 | 2016 | 2017 | 2018 | 2019 | 2020 | 2021 | 2022 |